# Berger belge Laekenois
Le Laekenois est une variété de la race Berger Belge reconnue en Belgique en 1897. Ce chien est considéré comme le plus rare des bergers belges. Le berceau de la race se situe à Boom, près d'Anvers. Les autres représentants du Berger belge sont : le Groenendael, le Malinois et le Tervuren.

## Description
Le mâle peut mesurer jusqu'à 66 cm au garrot et la femelle environ 58 cm au garrot.
Il pèse environ 30 kg.
Son poil permet de le reconnaitre sans hésitation. Sa robe est rêche et dure, ni raide, ni frisée.
La couleur est uniquement le fauve avec traces de charbonné autour de la truffe et au bout de la queue.
Il a les oreilles dressées et triangulaires, les antérieurs longs et bien musclés.

## Caractère
Vif, éveillé, obéissant et très fidèle. Il est courageux, docile et intelligent. Il ressemble très peu aux autres bergers belges (le tervueren, le malinois et le gronendael).

## Utilité
C'est un chien de berger et de bouvier mais il a aussi servi à garder le lin mis à blanchir au soleil. Aujourd'hui il est chien d'utilité (pistage, garde, etc.) mais aussi chien de famille.

## Remarque
Il était le favori de la reine Marie-Henriette de Belgique. Il a été nommé d'après le château de Laeken à Bruxelles.

## Source
Alderton David (2002) Chiens. Bordas.